# Brooklyn (Indiana)
Brooklyn és una població dels Estats Units a l'estat d'Indiana. Segons el cens del 2000 tenia 1.545 habitants.

## Demografia
Segons el cens del 2000, Brooklyn tenia 1.545 habitants, 553 habitatges, i 435 famílies. La densitat de població era de 764,8 habitants per km².
Dels 553 habitatges en un 40,7% hi vivien nens de menys de 18 anys, en un 62,9% hi vivien parelles casades, en un 11% dones solteres, i en un 21,3% no eren unitats familiars. En el 17,5% dels habitatges hi vivien persones soles el 6,5% de les quals corresponia a persones de 65 anys o més que vivien soles. El nombre mitjà de persones vivint en cada habitatge era de 2,79 i el nombre mitjà de persones que vivien en cada família era de 3,11.
Per edats la població es repartia de la següent manera: un 30,3% tenia menys de 18 anys, un 8,2% entre 18 i 24, un 35,8% entre 25 i 44, un 18,7% de 45 a 60 i un 7,1% 65 anys o més.
L'edat mediana era de 32 anys. Per cada 100 dones de 18 o més anys hi havia 103,6 homes.
La renda mediana per habitatge era de 42.880 $ i la renda mediana per família de 44.563 $. Els homes tenien una renda mediana de 35.292 $ mentre que les dones 25.303 $. La renda per capita de la població era de 18.242 $. Entorn del 8,2% de les famílies i el 9,5% de la població estaven per davall del llindar de pobresa.

## Poblacions més properes
El següent diagrama mostra les poblacions més properes.